# Čukljenik (Niška Banja)
Pour les articles homonymes, voir Čukljenik.
Čukljenik (en serbe cyrillique : Чукљеник) est un village de Serbie situé dans la municipalité de Niška Banja et sur le territoire de la ville de Niš, district de Nišava. Au recensement de 2011, il comptait 245 habitants.

## Démographie
| 1948 | 1953 | 1961 | 1971 | 1981 | 1991 | 2002 | 2011 |
| ---- | ---- | ---- | ---- | ---- | ---- | ---- | ---- |
| 562  | 576  | 518  | 473  | 358  | 318  | 287  | 245  |

|  |